# The Heist (romance)
The Heist (O Assalto, na edição em Portugal, ou O Caso Caravaggio, na edição no Brasil) é um romance policial e de espionagem de Daniel Silva em que intervém o espião Gabriel Allon, tendo sido publicado pela primeira vez nos Estados Unidos em 2014. Em Portugal foi publicado pela Bertrand Editora em 2014.

## Resumo do enredo

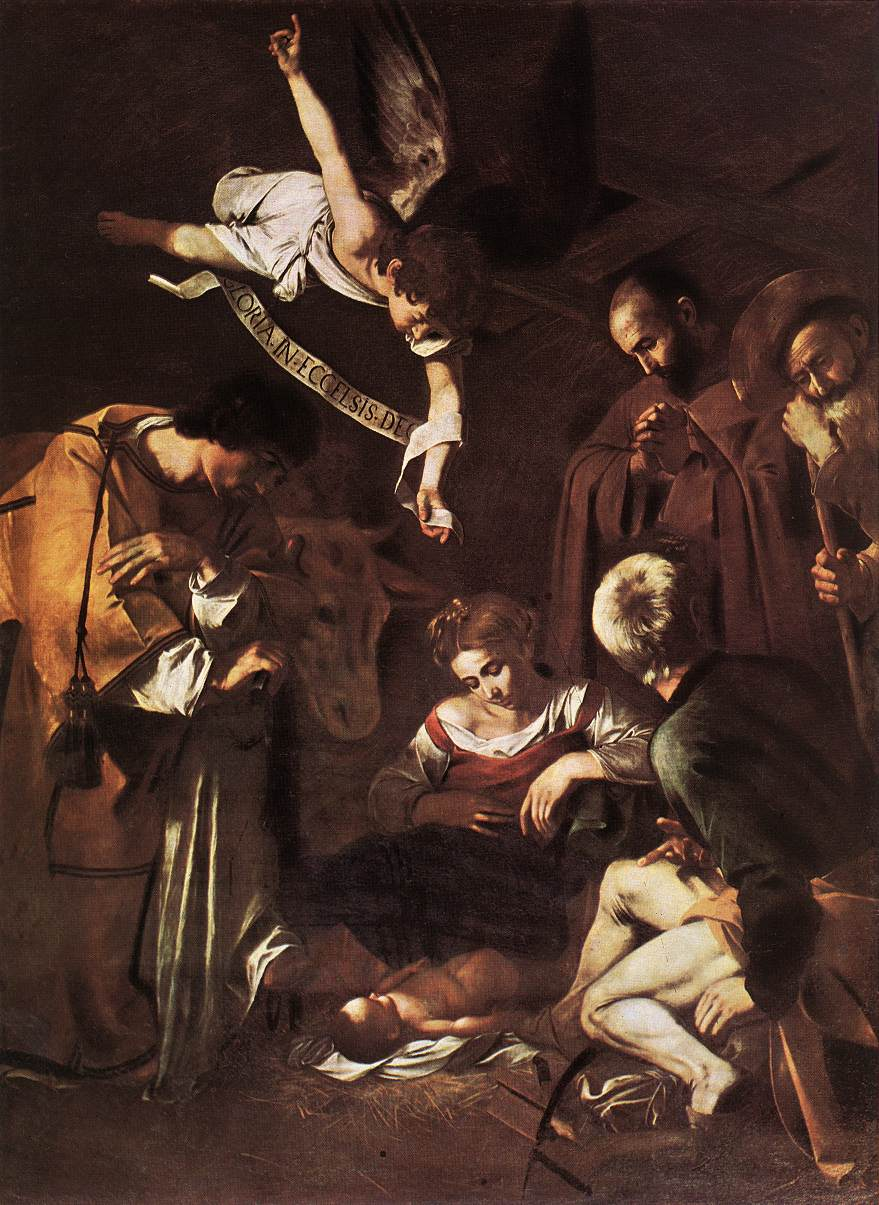
Natividade com São Francisco e São Lourenço, de Caravaggio

O restaurador de arte e espião ocasional Gabriel Allon está em Veneza a restaurar um retábulo de Veronese quando recebe uma chamada urgente da polícia italiana. Um excêntrico negociante de arte londrino, amigo de Allon deparou-se com um homicídio brutal no Lago Como e passou a ser suspeito do crime. Para salvar o amigo, Allon tem não só de descobrir os verdadeiros assassinos, como também encontrar a mais famosa das obras de arte desaparecidas em Itália: a Natividade com São Francisco e São Lourenço de Caravaggio. A missão levará Allon finalmente a um pequeno banco privado na Áustria, onde um homem perigoso guarda a fortuna suja do cruel ditador da Síria. Allon consegue obter o apoio de uma jovem bancária que sobreviveu a um dos piores massacres do século XX, em Hama, na Síria, e que tem agora a possibilidade de se vingar da dinastia ditatorial que lhe destruiu a família.

## Temas
- Roubo de obras de arte
- Regime ditatorial na Síria
- Espoliação da riqueza dos povos árabes pelos regimes ditatoriais. A este respeito o autor escreve (pág. 253 da edição no Reino Unido):

| “ | Não obstante a enorme riqueza do petróleo, um quinto do mundo árabe sobrevive com menos de dois dólares por dia. Sessenta e cinco milhões de árabes, a maioria dos quais mulheres, não sabe ler nem escrever e milhões não têm qualquer escolaridade. Os árabes que foram pioneiros da matemática e geometria ficaram lamentavelmente para trás do mundo desenvolvido na investigação científica e tecnológica. No último milénio, os árabes traduziram menos livros do que a Espanha num único ano. Em muitas partes do mundo árabe, o Corão era o único livro que interessava. | ” |
|   | — Daniel Silva, The Heist, Harper, Londres, 2015, pág.253. |   |